# 鹤立镇
鹤立镇，是中华人民共和国黑龙江省佳木斯市汤原县下辖的一个乡镇级行政单位。

## 行政区划
鹤立镇下辖以下地区：
东鲜村、新安村、忠诚村、和平村、团结村、继东村、建平村、太平村、强盛村、民盛村和北盛村。